# Dré Pallemaerts
Dré Pallemaerts est un batteur belge, né à Anvers le 14 juillet 1964, et professeur à l'Institut Lemmens de Louvain, ainsi qu'au Conservatoire national supérieur de musique de Paris.

## Biographie
Pallemaerts vient d'une famille de musiciens. Son grand-père et son oncle étaient tous les deux batteurs et il grandit avec leur batterie pendant que son frère Jacky jouait de l'accordéon avec lui.
Il commence en 1975 à l'Académie d'Anvers (académie de l'art) avec la direction de la musique. Mais en raison de nombreuses offres professionnelles, il interrompt ses études. À l'âge de 15 ans, il découvre le jazz grâce à la musique de Count Basie et Duke Ellington et obtient sa première batterie. 
Pallemaerts rencontre John Clayton qui le met en contact avec le batteur Jeff Hamilton, qui l'invite aux États-Unis, à partir de 1984, pour apprendre les ficelles du métier de batteur. 
En 1985, il est choisi par le Ministère Belge de la Culture pour jouer au Festival de Jazz de Singapour. 
De retour en Belgique, il devient membre du Jack van Poll Trio pour accompagner des solistes et chanteurs. Il accompagne ainsi Dee Dee Bridgewater, Arnett Cobb, Dee Daniels, Art Farmer, Ernestine Anderson et James Williams. En Belgique et aux Pays-Bas, il est également très demandé comme batteur avec d'autres musiciens de jazz belges tels que Bert Joris, Michel Herr, Steve Houben, Jacques Pelzer et les néerlandais Jarmo Hoogendijk, Ben van den Dungen et Toon Roos.
Le pianiste Michel Herr approche Pallemaerts et Hein van de Geyn pour former un trio, puis un quatuor, après avoir rencontré le saxophoniste Joe Lovano. Avec le trompettiste Bert Joris, le groupe devient désormais un quintette, et sort l'album Solid Steps en 1986, et Sweet Seventina.
En 1988, il s'installe à New York pour étudier plus sérieusement la culture jazz. Il y joue entre autres avec la chanteuse Judy Niemack et les pianistes Dave Kikoski et Fred Hersch.
Dans l'impossibilité d'obtenir un permis de travail, il ne peut pas partir en tournée en Amérique et au Japon avec le Big Band de Woody Herman. Mais le guitariste Philippe Catherine le convainc de revenir pour former un nouveau trio avec Hein Van de Geyn (contrebasse). Le trio fait des tournées internationales pendant trois ans, et publie l'album Oscar en 1989.
Au début des années 1990, il travaille avec le guitariste français Serge Lazarevitch, et cette collaboration donne naissance à l'album London Baby          (1990) et à Walk with a lion (1993). Des collaborations avec d'autres artistes lui permettent de sortir un certain nombre d'albums. Avec le pianiste Diederik Wissels et le chanteur David Linx, Kamook et If one more day ; avec le saxophoniste Erwin Vann et le bassiste Michel Hatzigeorgiou... et Eleven, avec le tromboniste Bob Brookmeyer Paris Suite, le Brussels Jazz Orchestra Worlds, avec Kris Defoort et le saxophoniste Mark Turner Passage (1997), avec le saxophoniste Frank Vaganée et le saxophoniste John Ruocco Two Trios (1999).
Alors qu'il est membre du Bob Brookmeyer New Quartet, Brookmeyer lui enseigne la composition. Et il devient lui-même professeur à l'Institut Lemmens de Louvain.
À Anvers, il ouvre le studio d'enregistrement, Par Hasard, en collaboration avec le pianiste allemand Christoph Erbstôsser. C'est là qu'il commence à étudier la musique électronique et l'ingénierie du son. 
À Paris, il accompagne des solistes à partir de 1996 dans le club "La Villa" où il rencontre, entre autres, le trompettiste Tom Harrell et le pianiste Bill Carrothers. Avec Carrothers et le contrebassiste Nick Thys ils tournent en Europe et publient l'album Swing Sing Songs (2000) et I Love Paris (en 2004).
À Paris, fait également la connaissance des trompettistes Alex Tassel et Avitabile et enregistre avec eux, en tant que groupe "New Trio" l'album Bemsha Swing en 2002. Une coopération avec le saxophoniste suisse Andy Scherrer produit aussi des albums, dont Second Step. 
En 2003, il succède à Daniel Humair comme professeur au Conservatoire national supérieur de musique de Paris. 
La période suivante, il fait une tournée avec les frères Belmondo, le trompettiste Stéphane ainsi que le saxophoniste Lionel et avec le saxophoniste Yusef Lateef. L'album Influence sorti en 2005 issu de cette collaboration reçoit la Victoire du Jazz. 
Il sort d'autres disques avec la collaboration du pianiste Baptiste Trotignon et du saxophoniste David El Malek, à savoir Trotignon-El Malek-Hall-Pallemaerts (2005), avec la chanteuse Laika Fatien Look At Me Now (2005), avec le pianiste Franck Amsallem A Week In Paris (2005) et avec le saxophoniste Rick Margitza.
Entre-temps, toujours impliqué dans l'ingénierie du son, il sort l'album 21 Emanations (2006) avec des remixes. 
En 2007, Pallemaerts enregistre un premier album sous son nom, Pan Harmonie, avec le saxophoniste Mark Turner, le trompettiste Stéphane Belmondo, le pianiste Jozef Dumoulin et le pianiste Bill Carrothers.

## Groupes

### Groupes actuels
- Mother
- Kris Defoort Quartet
- Washington Trio Tree
- Peter Hertmans Trio
- Worlds
- Kris Defoort & Dreamtime
- Inner Peace Band
- Frank Vaganée Trio
- Erwin Vann Group
- Let's Call Ed
- De Nolf / Sheppard / Pallemaerts
- Bert Joris Quartet
- All The Way

### Anciens groupes
- Michel Herr Trio
- Michel Herr European Quintet
- Michel Herr & Unexpected Encounters
- Michel Herr & Life Lines
- Kurt Van Herck
- Kris Goessens Quartet
- Franck Amsallem Trio

## Discographie
- 21.emanations, avec Octurn
- Till next time, avec le Ben Sluijs Quartet
- Oscar (1988), avec Philippe Catherine
- Make someone happy (1991), avec Mary Kay
- Kamook (1992), avec Diederik Wissels
- If one more day (1993), avec Diederik Wissels et David Linx
- Live (1994), avec K. D.'s Decade
- Eleven (1996), avec Erwin Vann
- Another day, another dollar (1996), avec le Kurt Van Herck Quartet
- Lust For Jazz (juin 1997), avec Charles Loos
- Live BRTN Radio 3, (septembre 1997) avec Le Brussels Jazz Orchestra
- Bal Masqué (1998), avec Bert Joris
- Notes Of Life (septembre 1998), avec Michel Herr
- Two Trios (1999), avec Frank Vaganée Trio et John Ruocco
- Passages (avril 1999), avec Kris Defoort & Dreamtime / Kris Defoort Quartet
- Worlds (octobre 1999), avec Erwin Vann
- Vive Les Etrangers (octobre 2001), avec le Christoph Erbstösser Trio
- Songs For Mbizo (2002), avec Chris Joris
- Live (septembre 2002), avec Bert Joris Quatuor
- Some Sounds (janvier 2003), avec Erwin Vann
- Solid Steps (janvier 2003), avec Joe Lovano
- Blue Landscapes (mai 2004), avec le Ivan Paduart Trio
- Selections (février 2005), avec Ivan Paduart
- Jazz Middelheim 2005 vol. 25 (juin 2005),
- Let's call Ed (août 2005), avec Erwin Vann
- A Week in Paris (oct 2005) avec Franck Amsallem
- That's all jazz ! (Février 2006)
- Magone (18 juin 2007), avec le Bert Joris Quartet
- Pan Harmonie (juillet 2007), composition personnelle
- Painting Space (mai 2008), avec Robin Verheyen
- Shades (juillet 2009), avec le Marc Matthys trio & guests
- Starbound (30 octobre 2009), avec Robin Verheyen
- Oscar (décembre 2010), avec Philippe Catherine
- Blue Landscapes (février 2011), avec Ivan Paduart